# Gestreepte bokvis
De gestreepte bokvis of goudgestreepte zeebrasem (Sarpa salpa) is een straalvinnige vis uit de familie van de zeebrasems (Sparidae) en behoort derhalve tot de orde van de baarsachtigen (Perciformes).

## Uiterlijk
De vis heeft een plat, ovaal en zilverachtig lichaam met tien tot twaalf goudachtige horizontale strepen. De ogen zijn relatief groot en goudomrand. De bek is klein en de staart is V-vormig. Op de rug bevinden zich elf of twaalf stekelvormige stralen met daarachter veertien tot zestien zachtere stralen. Hij kan een maximale lengte bereiken van ongeveer 40-50 cm.  

## Leefomgeving
De gestreepte bokvis is een zoutwatervis. De vis prefereert een subtropisch klimaat en leeft hoofdzakelijk in de Atlantische Oceaan. Bovendien komt de gestreepte bokvis in scholen voor in de Middellandse Zee boven zeegrasvelden langs de kust (zie Posidonia oceanica).  De diepteverspreiding is 0 tot 70 m onder het wateroppervlak.

## Relatie tot de mens
De gestreepte bokvis is voor de visserij van aanzienlijk commercieel belang. In de hengelsport wordt er weinig op de vis gejaagd. 